# Bresme
La Bresme est une rivière du département Indre-et-Loire dans la région Centre-Val de Loire et un affluent droit du fleuve la Loire.

## Géographie
De 26,9 km de longueur, la Bresme prend source sur la commune de Semblançay au lieu-dit le Plessis de la Gagnerie, à 120 m d'altitude et au nord de l'étang de Tuâne.
La Bresme coule globalement du nord vers le sud-ouest.
La Bresme conflue en rive droite de la Loire sur la commune de Saint-Étienne-de-Chigny, à 39 m d'altitude à la pointe de l'île Belle Fille.

### Communes et cantons traversés
Dans le seul département d'Indre-et-Loire, la Bresme traverse les sept communes suivantes, de l'amont vers l'aval, de Semblançay (source), Sonzay, Pernay, Ambillou, Cléré-les-Pins, Luynes, Saint-Étienne-de-Chigny (confluence). Elle délimite aussi les communes d’Ambillou et de Pernay.
Soit en termes de cantons, la Bresme prend sa source dans le canton de Château-Renault, traverse le canton de Langeais, conflue dans le canton de Saint-Cyr-sur-Loire, dans les arrondissements de Tours et de Chinon.

### Bassin versant
La Bresme traverse les cinq zones hydrographiques K494, K495, K496, K497, K498 pour une superficie totale de 42 691 km2.

### Organisme gestionnaire
L'organisme gestionnaire est le syndicat de la Bresme et ses affluents, sis à Luynes, Il est épaulé par l'EPTB Loire.

## Affluents
La Bresme a six tronçons affluents référencés :
- le Tournelune (rd[note 1]), 7,3 km sur les trois communes de Semblançay (source), Sonzay (confluence), Neuille-Pont-Pierre.
- le Beaufou (rg), 7,3 km sur les trois communes de Semblançay (source), Sonzay (confluence), Pernay.
- le Braineau (rd), 10,6 km sur les quatre communes de Ambillou, Pernay (confluence), Sonzay, et Souvigné (source), avec deux affluents et de rang de Strahler trois :
  - le ruisseau de Braineau (rd), 3,1 km sur les deux communes de Ambillou et Souvigné avec un affluent :
    - le ruisseau de Braineau 0,4 km sur les deux communes de Ambillou et Souvigné.

  - le ruisseau l'Arche (rd), 2,9 km sur la seule commune de Ambillou.
- la Garande (rd), 5,3 km sur les deux communes de Ambillou et Pernay.
- le ruisseau la Vienne (rg), 4,3 km sur la seule commune de Pernay.
- le ruisseau la Petite Bresme ou ruisseau la Grande Boire (rg), 6,7 km sur les deux communes de Luynes et Fondettes.

Donc son rang de Strahler est de quatre.

## Hydrologie

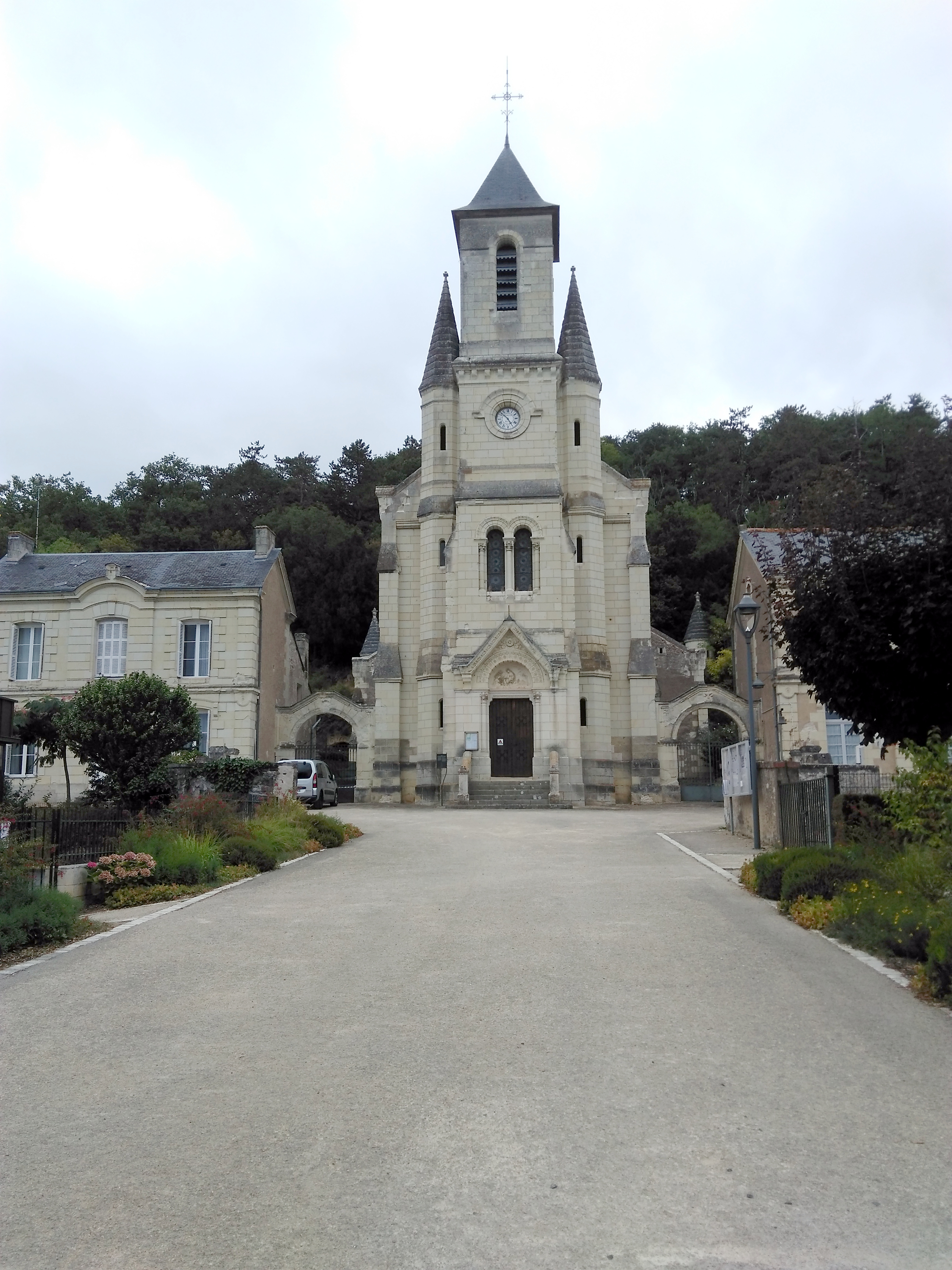
Église Notre Dame des Sept Douleurs au Pont de Bresme à Saint-Étienne-de-Chigny.

## Aménagements et écologie

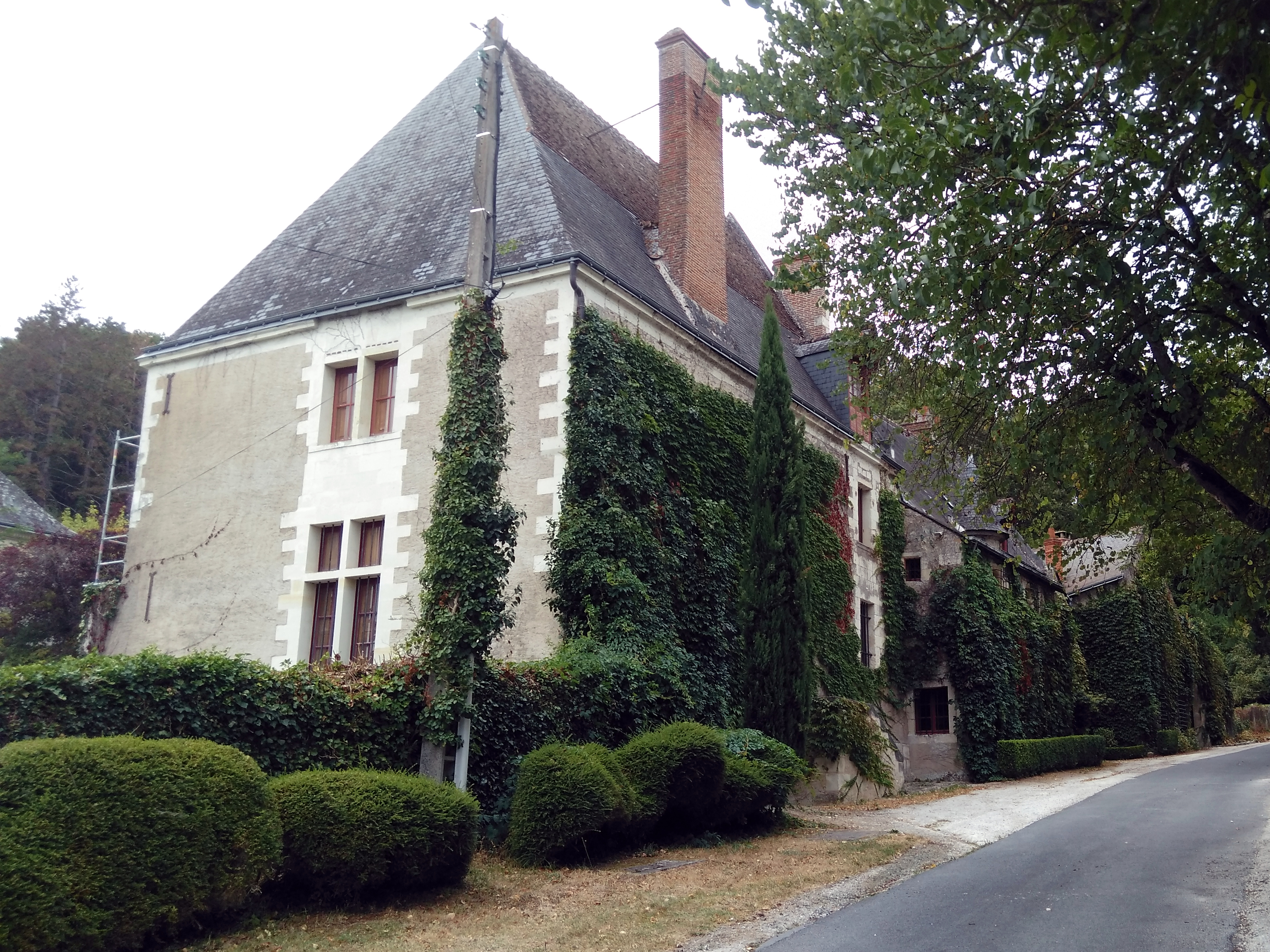
Manoir d'Andigny à Saint-Étienne-de-Chigny.

Sur son cours on rencontre les lieux-dits le château de la Gagnerie, le Gué la Berthe  le Moulin Grolleau, le Moulin Douzil, le Moulin de la Basse Soudrière, le Moulin Neuf, le Petit Moulin, le Grand Moulin, le Moulin Neuf, le Pont Clouet, le Moulin Bluteau, le moulin à Tan, le Moulin Hodoux, le Moulin Glabert, le Port Gaillard, le manoir d'Andigny Inscrit MH (1992).

## Toponymie ou étymologie
Au cours des années, le nom de la rivière a varié légèrement :
- Ex alia parte fluvii qui diciter Brenna, 1117 (Cartulaire de Noyers, charte 425)
- Brenna, 1132 (Charte de Cormery)
- La Bresne, 18 janvier 1783 (acte Delaroche-Luynes)
- La Bresme, rivière, 1936 (Cadastre d’Ambillou).

Le changement de nom de Brenne en Bresme a été fait pour éviter toute confusion avec la rivière de la Brenne, affluent de la rivière la Cisse.